# Torrefeta i Florejacs
Torrefeta i Florejacs – gmina w Hiszpanii, w prowincji Lleida, w Katalonii, o powierzchni 89,17 km². W 2011 roku gmina liczyła 617 mieszkańców.